# 病毒包膜

巨細胞病毒的结构图

病毒包膜（viral envelope）又称病毒套膜，简称包膜（envelope）、套膜，是覆盖在病毒核衣壳外的外膜，为病毒的最外层，由脂类、糖类、蛋白质构成。大部分病毒（如流感病毒等许多动物病毒）都拥有包膜。
包膜物质通常源自于宿主的细胞膜，因此携带宿主的磷脂和蛋白质，但也具有病毒的醣蛋白。包膜可帮助病毒躲避宿主的免疫系统的监视，并帮助病毒侵入宿主细胞。具有包膜的这群病毒称为包膜病毒（enveloped viruses）。
有些包膜表面的糖蛋白呈旋钮状突起结构，且可用于识别、结合并激活宿主细胞膜表面的受体，称为包膜突起（peplomer）或包膜子粒，现今又常称为刺突蛋白（spike protein），但这些糖蛋白一般不呈现尖刺状。在病毒包膜突起与宿主易感细胞表面受体结合后，病毒体会通过融合方式穿入宿主细胞：包膜与宿主的细胞膜融合在一起，而将病毒的衣壳和基因組释放入宿主的细胞质，因此感染了宿主细胞。被病毒感染的细胞还可进一步地与周围正常的易感细胞融合，形成多核巨细胞。
包膜的磷脂双分子层对干燥、热以及清洁剂非常敏感，因此这些病毒相比不带包膜的病毒更易灭活，限制了其在宿主外的生存能力，使其的传播很难远离宿主。但包膜病毒具有很强的适应性，可以在短时间内发生变化，以逃避免疫系统，因此能造成持续性的感染。

## 例子
一些能感染人类的具有包膜的病毒科属：

### DNA病毒
- 疱疹病毒科
- 痘病毒科
- 肝病毒科

### RNA病毒
- 黄病毒属
- 披膜病毒科
- 冠状病毒
- 丁型肝炎病毒
- 正黏液病毒科
- 副黏液病毒科
- 炮彈病毒科[2]
- 本雅病毒科
- 絲狀病毒科

### 逆转录病毒
- 逆转录病毒